# Phare de Punta Subrido
Le phare de Punta Subrido est un phare situé sur Punta Subrido, sur le territoire de la commune de Cangas de Morrazo, dans la province de Pontevedra (Galice en Espagne).
Il est géré par l'autorité portuaire de Vigo .

## Histoire
Le phare de Punta Subrido, est identique mais plus petit que le Phare de Cabo Home. C'est une tour cylindrique en maçonnerie de 13 m de haut dont la lanterne est montée en haut d'un mât court sur la galerie.La tour est peinte en blanc avec un liseré rouge au niveau de la galerie.
Ce phare forme une gamme avec le phare de Cabo Home pour marquer l'entrée nord de la Ría de Vigo. Ce feu arrière émet, à une hauteur focale de 53 m, un éclat blanc toutes les 6 secondes. Il est érigé sur le côté oriental de la péninsule à environ 8 km de Cambados et à 815 m au sud-est du phare de Cabo Home.
Identifiant : ARLHS : SPA024 ; ES-04761- Amirauté : D1876.1 - NGA : 2912.

### Lien connexe
- Liste des phares d'Espagne